# Josep Maria Casals i Guiu
Josep Maria Casals i Guiu (Vic, Osona, 18 de juliol de 1941) és un enginyer industrial i polític català, que ha estat diputat al Parlament de Catalunya.

## Trajectòria
És doctor en enginyeria industrial i professor de català per la Junta Assessora per a l'Ensenyament del Català (JAEC). Ha treballat en empreses privades del ram de la pell, alhora que ha desenvolupat un important activisme sociocultural a la seva vila com a secretari i tresorer d'Òmnium Cultural, president de la Coral Canigó de Vic i membre de la junta del Secretariat d'Orfeons de Catalunya i del Patronat d'Estudis Ausonencs.
El maig de 1976 es va afiliar a Convergència Democràtica de Catalunya, partit amb el qual fou elegit diputat a les eleccions al Parlament de Catalunya de 1980, on fou membre, entre d'altres, de les comissions de Política Territorial, d'investigació sobre la central nuclear d'Ascó, de Política Cultural, i d'Economia, Finances i Pressupost. A les eleccions municipals espanyoles de 1979 fou escollit tinent d'alcalde de Vic, càrrec que ocupà fins a 1982, i hi fou president la Comissió informativa d'ensenyament i cultura.

## Obres
- Un Català a l'origen dels grans grans observatoris de Xile: Federico Rutllant Alsina, publicat per l'Institut d'Estudis Catalans el 2009.